# Barringtonia edulis
Barringtonia edulis är en tvåhjärtbladig växtart som beskrevs av Berthold Carl Seemann. Barringtonia edulis ingår i släktet Barringtonia och familjen Lecythidaceae.
Artens utbredningsområde är Fiji. Inga underarter finns listade i Catalogue of Life.